# Scott Hamilton (Eiskunstläufer)
Scott Scovell Hamilton (* 28. August 1958 in Toledo, Ohio) ist ein ehemaliger US-amerikanischer Eiskunstläufer, der im Einzellauf startete. Er ist der Olympiasieger von 1984 und der Weltmeister von 1981 bis 1984.

## Werdegang
Scott Hamilton wurde im Alter von sechs Wochen vom Lehrerehepaar Dorothy und Ernest Hamilton adoptiert und in Bowling Green, Ohio, aufgezogen. Er hat zwei Geschwister, die ebenfalls adoptiert wurden. Als Hamilton zwei Jahre alt war, bekam er eine mysteriöse Krankheit, die sein Wachstum unterbrach. Nach zahlreichen Tests und falschen Diagnosen (unter anderem diagnostizierte man Mukoviszidose und gab ihm noch ein halbes Jahr zu leben) begann die Krankheit wieder zurückzugehen. Sein Kinderarzt überwies ihn daraufhin nach Boston, zu Dr. Harry Shwachman. Unklar ist, ob bei ihm das Shwachman-Bodian-Diamond-Syndrom diagnostiziert wurde. Eine spezielle Diät und spezielle Übungen sollen geholfen haben, die Krankheit in den Griff zu bekommen. Dennoch wurde Hamilton nur knapp 1,60 m groß und wog auf dem Höhepunkt seiner Karriere nur knapp 50 kg.

## Sportliche Karriere
Im Alter von 13 Jahren begann er mit dem Eiskunstlauftraining bei Pierre Brunet, dem ehemaligen zweifachen Olympiasieger im Paarlauf. 1976 musste er das Training beinahe aufgeben, da er die Kosten dafür und für sein Studium nicht aufbringen konnte. Erst mit der finanziellen Unterstützung von Helen und Frank McLoraine konnte er weiter trainieren.
1980 wurde Hamilton Dritter bei den US-amerikanischen Meisterschaften, was ihm einen Platz im amerikanischen Team für die Olympischen Spiele sicherte. Bei seinen ersten Olympischen Spielen, bei denen er auch die Ehre hatte, bei der Eröffnungszeremonie die Fahne für die USA zu tragen, belegte er auf Anhieb den fünften Platz. Seinen großen Durchbruch erlebte er 1981 bei den nationalen Meisterschaften. Er blieb fehlerfrei und erntete bereits vor dem Ende seiner Darbietung stehende Ovationen. Ab diesem Zeitpunkt verlor Scott Hamilton nie wieder einen Wettkampf und wurde der dominierende Eiskunstläufer der ersten Hälfte der achtziger Jahre. 1981 in Hartford wurde er zum ersten Mal Weltmeister, er siegte vor Landsmann David Santee. Bei der Weltmeisterschaft 1982 in Kopenhagen verteidigte er seinen Titel, diesmal vor Norbert Schramm. Ihn schlug er auch bei seinem dritten Sieg in Folge, bei der Weltmeisterschaft 1983 in Helsinki. Zu den Olympischen Spielen 1984 in Sarajewo reiste er als Favorit und gewann erwartungsgemäß olympisches Gold vor Brian Orser. Anschließend gewann er vor dem Kanadier in Ottawa auch den letzten seiner vier Weltmeisterschaftstitel in Folge.
Hamiltons eiskunstläuferischer Stil war geprägt von der großen Athletik und Schnelligkeit seines Vortrags. Seine dreifachen Sprünge sprang er stets sicher, hoch und mit höchstem Drehmoment. Dabei zeigte der kleingewachsene Athlet mit der hohen Stirn stets viel Humor im Schaulaufen.

## Nach der sportlichen Karriere
Nach seinem Karriereende tourte Hamilton für zwei Jahre mit „Ice Capades“. Danach gründete er „Scott Hamilton's American Tour“, das später in „Stars on Ice“ umbenannt wurde. Er wirkte dort bis 2001 mit und kommt gelegentlich für Gastauftritte zurück.
Hamilton wurden zahlreiche Ehrungen zuteil, 1990 wurde er in die United States Olympic Hall of Fame aufgenommen.
Er kommentierte seit 1985 Eiskunstlaufen for CBS und arbeitete auch für NBC. 2006 moderierte er auf FOX die Sendung „Skating with Celebrities“. 2008 hatte Hamilton einen Gastauftritt in der Nickelodeon-Kinderserie Cosmo und Wanda – Wenn Elfen helfen in der Folge „The Fairly Oddlymipics“. Dort wurde er sowohl als Zeichentrickfigur wie auch als Darsteller eingesetzt.
Auch nach seiner sportlichen Karriere trafen Hamilton private Schicksalsschläge. Er erkrankte 1997 an Hodenkrebs. Sein Kampf gegen die Krankheit wurde von den Medien begleitet. Nach der Behandlung kam er wieder zurück und lief weiter in Stars on Ice. Am 12. November 2004 wurde bekannt, dass Hamilton einen gutartigen Hirntumor hat, dieser wurde in Cleveland behandelt. Am 23. Juni 2010 unterzog er sich, um nicht zu erblinden, erneut einer Operation zur Entfernung des wiederkehrenden gutartigen Tumors, der 2004 entdeckt worden war. Am 25. Juni ließ er verlauten, dass er sich gut fühle und sich nun erholen würde.
Hamilton engagiert sich für das St. Jude’s Children’s Hospital, einem Kinderkrankenhaus in Memphis und ist Ehrenmitglied der Myeloma Research Foundation, die sich um die Behandlung des Multiplen Myeloms bemüht.
Am 14. November 2002 heiratete er die Ernährungswissenschaftlerin Tracie Robinson. Mit ihr hat er zwei Söhne: Aidan McIntosh Hamilton (* 2003) und Maxx Hamilton (* 2008). Die Familie lebt in Franklin, Tennessee und ist Mitglied der Gemeinden Christi.
2009 schrieb Hamilton das Buch „The Great Eight“ in dem er beschreibt, wie er mit den zahlreichen Herausforderungen und Enttäuschungen in seinem Leben zurechtkam.

## Ergebnisse
| Wettbewerb / Jahr                | 1978 | 1979 | 1980 | 1981 | 1982 | 1983 | 1984 |
| -------------------------------- | ---- | ---- | ---- | ---- | ---- | ---- | ---- |
| Olympische Winterspiele          |      |      | 5.   |      |      |      | 1.   |
| Weltmeisterschaften              | 11.  |      | 5.   | 1.   | 1.   | 1.   | 1.   |
| US-amerikanische Meisterschaften | 3.   | 4.   | 3.   | 1.   | 1.   | 1.   | 1.   |

## Schriften
- mit Lorenzo Benet: Landing It: My Life On And Off The Ice. Autobiographie. 1999, ISBN 1-57566-466-6.